# Aviadvigatel PS-90
Aviadvigatel PS-90 je družina ruskih visokoobtočnih turboventilatorskih reaktivnih motorjev. Potisk motorja je 16000 kg (157 kN, 35 300 funtov). Poganja ruska potniška letala, kot so Iljušin Il-96, Tupolev Tu-204/Tu-214 in transportno letalo Iljušin Il-76: Proizvaja ga Aviadvigatel, ki je naslednik sovjetskega biroja Solovjev. Inicialke rusko:Павел Алеќсандрович Соловьёв) "PS" so po konstruktorju letalskih motorjev Pavlu Solovjevu. Авиадвигатель - Aviadvigatel pa pomeni letalski motor.
Z pojavim novih ruskih potniških letal je Aviadvigatel razvil PS-90 kot bolj ekonomičen, sposoben motor z manj škodljivimi emisijami. Je velik korak naprej od sovjetskih reaktivnih motorjev iz 1960ih s skoraj polovično porabo goriva. PS-90 je primerljiv s sodobnimi zahodnimi letalskimi motorji.
Nove napredne tehnologije
- Visokoobtočno razmerje
- Manj hrupa s posebej oblikovanim izpuhom
- Elektronsko krmiljeni motor (FADEC)
- Dolga življenjska doba
- Modularna sestava za lažje vzdrževanje

Certificiran je bil leta 1992.
PS-90 je zgrajen v petih glavnih različicah:
osnovni PS-90A, PS-90A-76, izboljšane različice PS-90A, PS-90A1 in PS-90A2, in PS-90A-42 turbojet.

### PS-90A
PS-90A se je uporabil na letalih Iljušin Il-96-400, Tupoljev Tu-204 in Tupoljev Tu-214. Omogočil je ruskim letalom podobne sposobnosti kot zahodni reaktivci.

### PS-90A-76
Se uporablja na transportnem letalu Iljušin Il-76 namesto motorja D-30KP. z novim motorjem ima letalo dosti boljše sposobnosti, kot je večji dolet, manjša poraba goriva in tišje delovanje. Potisk je 14 500 kgf (142 kN, 32 000 lbf).

### PS-90A2
PS-90A2 je bolj napreden PS-90A, razvit s sodelovanjem ameriškega Pratt & Whitney. Uporablja dele iz zahodnih proizvajalcev kot je Frandija, Nemčija, Švedska in ZDA. Ima izboljšan FADEC, potrebuje manj vzdrževanja. Je prvi ruski motor s certifikacijo ETOPS-180 (dovoljeno 180 minut na enem motorju).

## Tehnične specifikacije (PS-90A1)
- Tip: dvogredni turboventilatorski motor
- Dolžina: 4 964 mm (195,4 in)
- Premer ventilatorja: 1 900 mm (75 in)
- Teža: 2 950 kg (6 500 lb)
- Kompresor: 2-stopenjski nizkotlačni, 13-stopenjski visokotlačni
- Zgorevalna komora: obročassta (ang. annular)
- Turbina: 2-stopenjska visokotlačna, 4-stopenjska nizkotlačna
- Maks. potisk: 17 400 Kgf; 38 400 funtov (171 kN)
- Obtočno razmerje: 4,4
- Poraba goriva: 0,595 kg/kgf hour